# Caffè (pubblico esercizio)

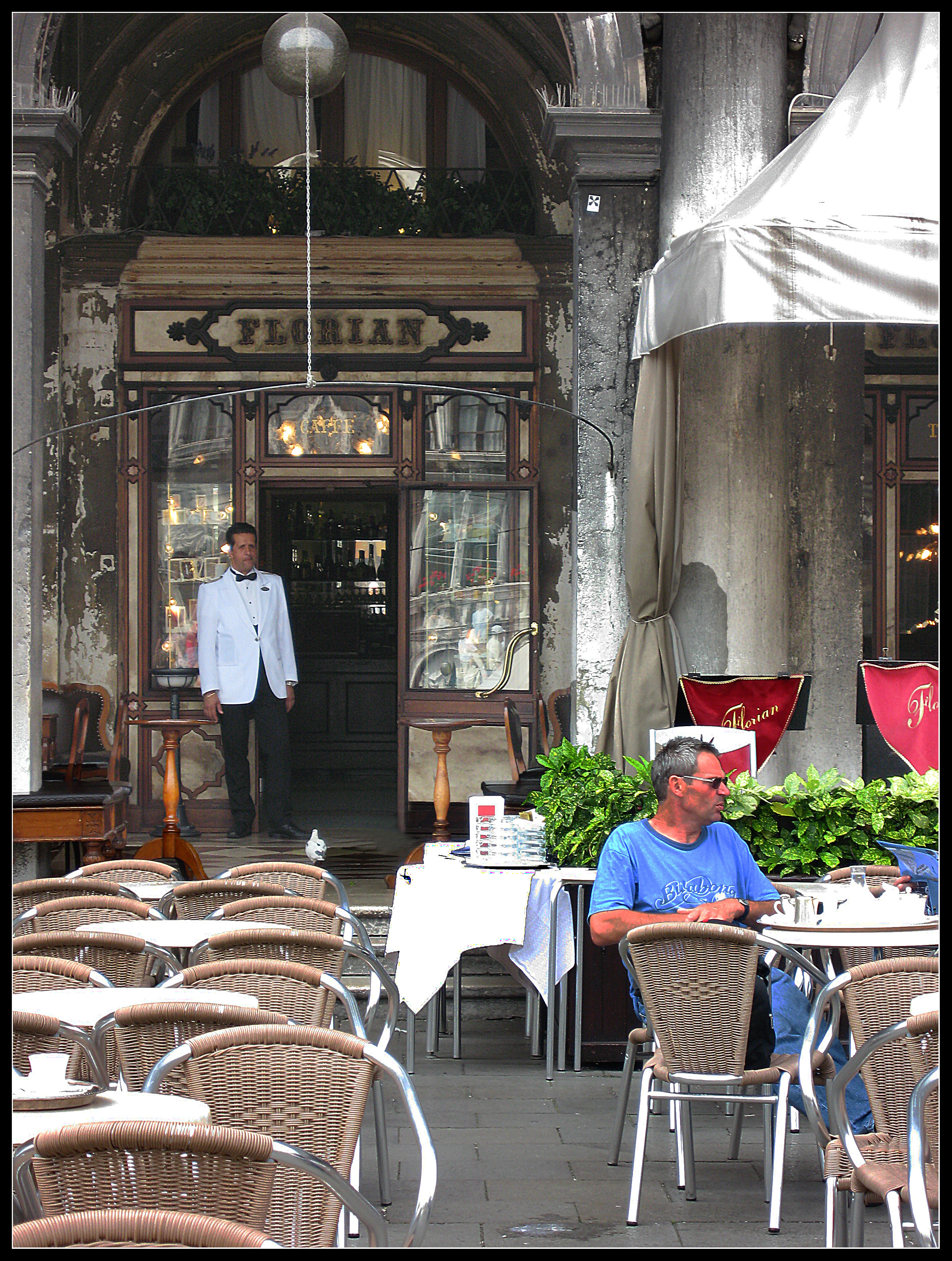
Il Caffè Florian, situato in piazza San Marco a Venezia, è il più antico caffè d'Italia

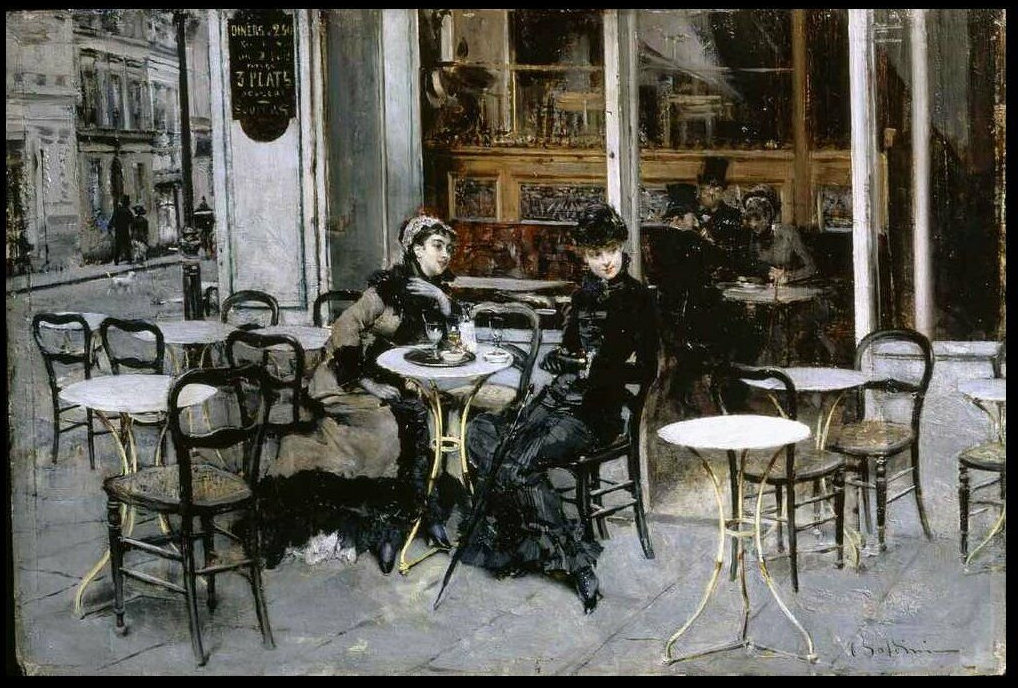
Conversazione al Caffè, dipinto di Giovanni Boldini, 1877-1878

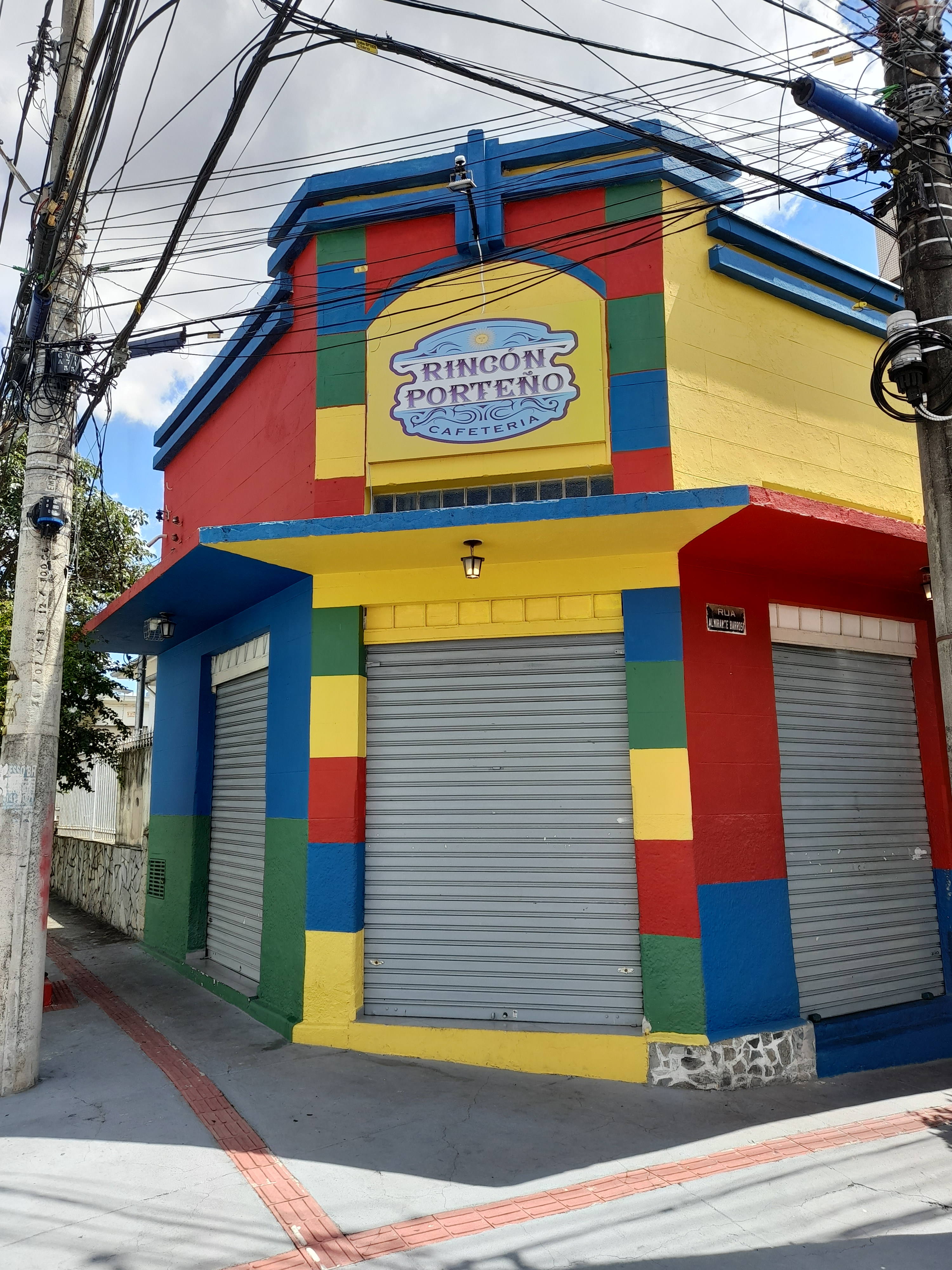
Cafeteria

Un caffè o caffetteria, anticamente bottega del caffè  (francese/portoghese: café, spagnolo: cafetería, inglese: café o coffee house, tedesco: café o kaffeehaus, svedese: kafé o fik, finlandese: kahvila, turco: kahvehane), è un locale che serve essenzialmente caffè ed altre bevande calde.
Presenta alcune caratteristiche comuni sia al bar che al ristorante: come suggerito dal nome la sua funzione essenziale è infatti quella di servire caffè, tè e altre bevande come tisane, oltre che dolci da accompagnare alle bevande come biscotti, paste secche e piccole paste salate; dal punto di vista culturale, si tratta di veri e propri centri di intrattenimento sociale in cui persone o piccoli gruppi possono conversare, leggere, ascoltare musica, passando il tempo piacevolmente, oltre alla consumazione di bevande e alimenti vari.
Nei Paesi Bassi e specialmente ad Amsterdam i café sono dei locali dove si beve soprattutto birra, mentre nelle koffiehuis può essere fumata anche la cannabis. In molte caffetterie nel mondo islamico, e nei quartieri arabi di alcune capitali occidentali, viene offerta la shisha, polvere di tabacco fumata tramite il narghilè.
Dai caffè, in forma più privata, si sono sviluppate le coffee houses, edifici all'interno dei grandi giardini dell'aristocrazia dove la nobiltà, a partire dal Settecento, si ritrovava per socializzare alla pari dei grandi salotti delle corti europee. Dagli anni dieci del Duemila, hanno inoltre acquisito popolarità (specialmente negli Stati post-sovietici) gli anti-caffè, nei quali si paga in base al tempo trascorso in essi e non già il cibo o le bevande consumate.

## Storia

### Le origini

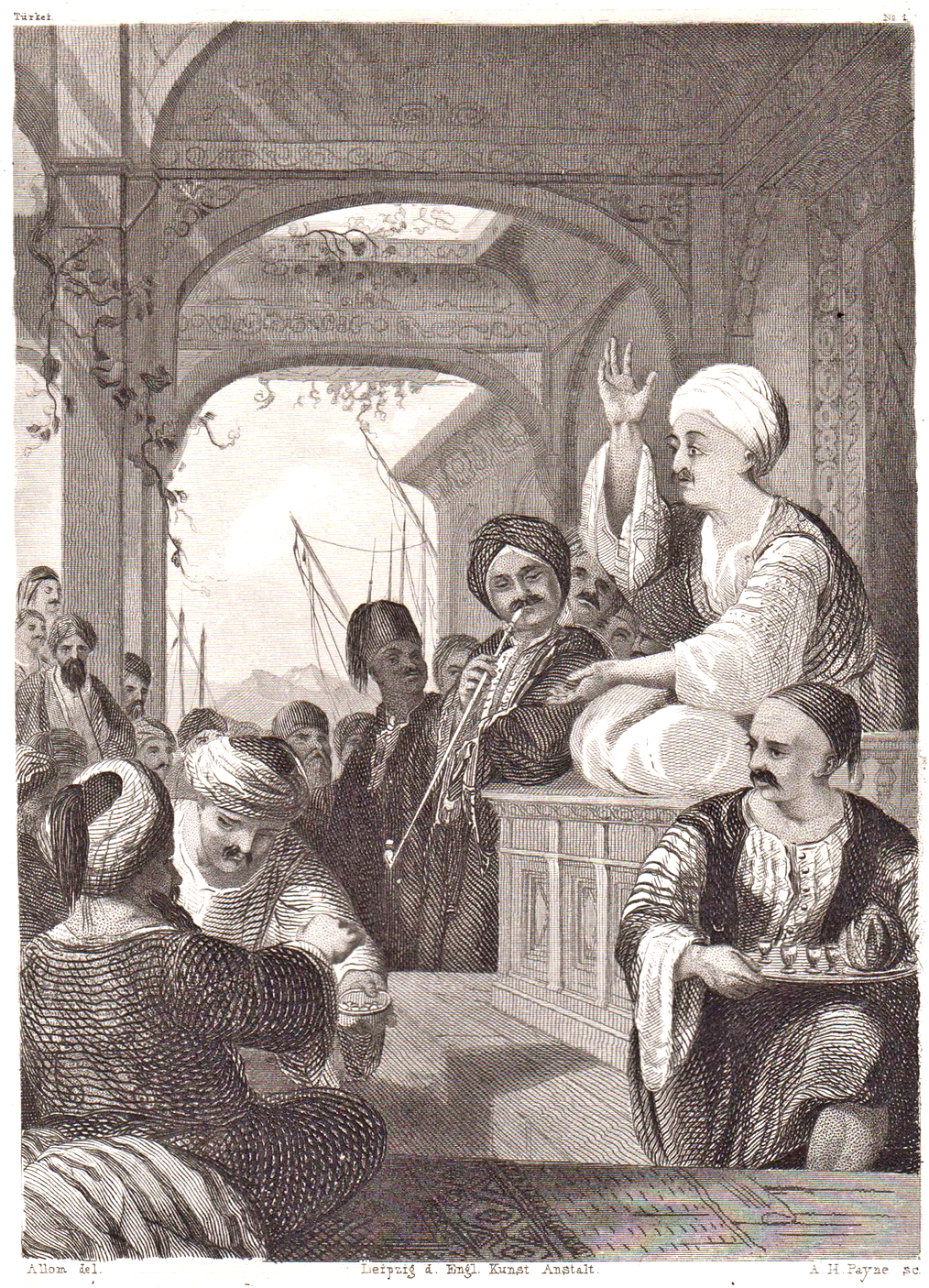
Cantastorie (meddah) in una caffetteria nell'Impero ottomano

Sin dal XVI secolo, le caffetterie (al-maqhah in arabo, qahveh-khaneh in persiano e Kahvehane o kıraathane in turco) hanno assolto la funzione di luogo di intrattenimento socializzante nelle regioni del medio oriente dove gli uomini si riunivano per consumare caffè o tè, ascoltare musica, leggere, giocare a scacchi o a backgammon e per ascoltare narrazioni dal Muʿallaqāt o dallo Shahnameh. Alla Mecca questi locali (il primo vi fu aperto intorno al 1500) divennero sede di dibattiti politici e fonte di preoccupazione per le autorità religiose islamiche, che li vietarono dal 1512 al 1524. Nel 1530 venne aperto il primo locale a Damasco e poco dopo vennero aperti numerosi locali anche al Cairo.
Numerose leggende riferiscono l'introduzione del caffè a Costantinopoli ad un locale chiamato "Kiva Han" nella seconda metà del Quattrocento, esse tuttavia non trovano riscontri documentali. Si ritiene invece che il primo locale da caffè della capitale ottomana abbia aperto nel 1554. Nel XVII secolo il caffè apparve per la prima volta in Europa al di fuori dell'Impero ottomano attraverso i porti del Mediterraneo che commerciavano con l'Impero Ottomano, come Venezia e Marsiglia, e attraverso i porti del Mare del Nord che dominavano il commercio mondiale, come Londra e Amsterdam, e vennero presto aperti diversi caffè che divennero subito molto popolari.
Il primo locale di questo genere di cui si ha notizia fu aperto intorno al 1640 a Venezia, in funzione dei traffici commerciali esistenti fra la Serenissima ed il mondo Ottomano. In Inghilterra vi arrivò circa dieci anni dopo e la prima coffee house, The Angel, venne aperta a Oxford da un ebreo nell'edificio ora conosciuto come "The Grand Cafe".

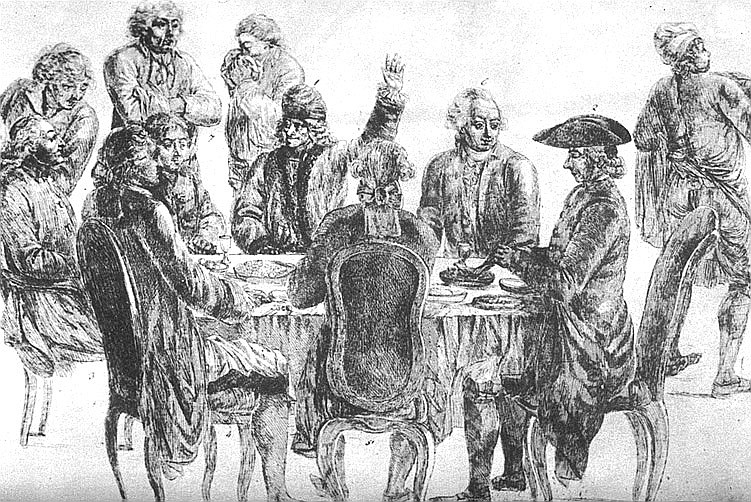
Il Café Procope come lo si può immaginare nel XVIII secolo in un disegno di Jean Huber riferito a Ferney-Voltaire: in secondo piano, da sinistra a destra ci sono Nicolas de Condorcet, Jean-François de La Harpe, Voltaire e Denis Diderot.

Una targa posta sulla parete commemora ancora oggi questo evento. Nella stessa città il Queen's Lane Coffee House, aperto nel 1654, esiste ancora ai giorni nostri. A Londra, la prima coffee house venne aperta nel 1652 in St Michael's Alley a Cornhill. Il proprietario era Pasqua Rosée, un levantino al servizio di un commerciante con la Turchia, che importava il caffè e che collaborò all'apertura del locale. Entro il 1675 vi erano già più di 3.000 caffè in tutta l'Inghilterra, nonostante l'alto grado di disordine nella loro progressione durante gli anni 1660.
Questi locali d'incontro e socializzazione divennero ben presto i luoghi di ritrovo preferiti per filosofi e studiosi, per professori e autori di pamphlet e libelli. I primi ideali del liberalismo nacquero al loro interno, tramite accaniti dibattiti religiosi e politici. Nel 1675 vennero per breve tempo sanzionati e fatti chiudere per "reato di lesa maestà" contro Carlo II d'Inghilterra in quanto potenziali "covi di attività sovversive"; ma le vibrate reazioni di protesta costrinsero il sovrano a far revocare il decreto. Venne posto un iniziale divieto di frequentazione nei confronti delle donne, ma ciò non fu universale, in terra tedesca per esempio non esistette mai; ma sembra essere stato comune altrove in Europa, inclusa l'Inghilterra.
Nel 1654 aprì il primo caffè francese, a Marsiglia e nel 1660 ne aprì uno a Lione. Nel 1672 aprì anche il primo café di Parigi ad opera del già citato Pasqua Rosée, seguito nel 1681 dal futuro Café de la Régence. Nel 1686 il siciliano Francesco Procopio dei Coltelli inaugurò il Café Procope sito di fronte alla sede di allora della Comédie Française. Proprio qui Thévenot inventò una modalità del tutto innovativa di preparare il caffè, facendo cioè scorrere l'acqua bollente nella polvere contenuta in un filtro.
Nel 1664 aprì la prima koffiehuis olandese, a L'Aia, seguita da un'altra ad Amsterdam nel 1666. Nel 1670 Boston ebbe la sua prima coffee house.

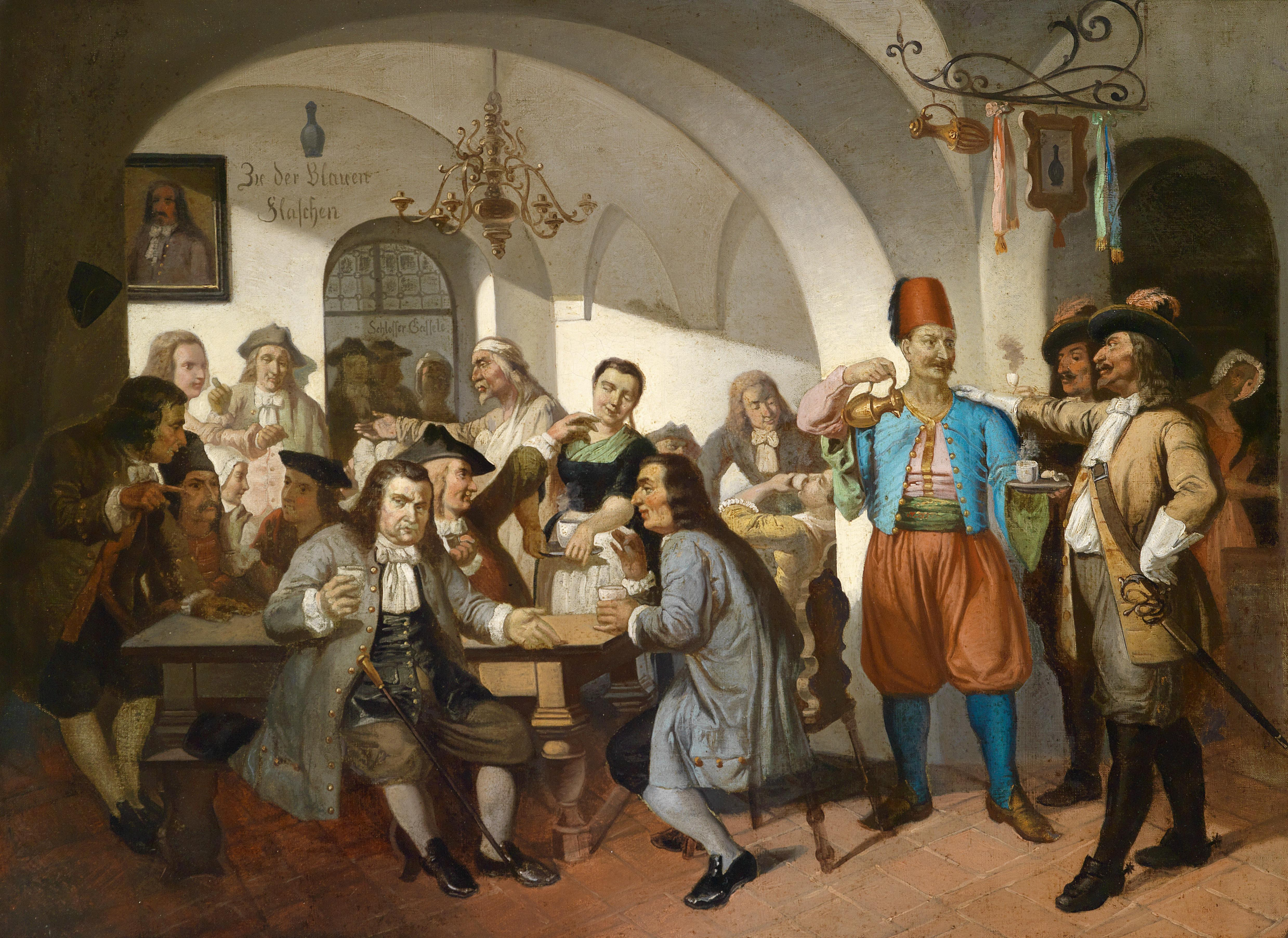
La prima Kaffeehaus di Vienna in un quadro del 1900

Nel 1673 aprì la prima Kaffeehaus nell'attuale Germania e precisamente a Brema. Nel 1697 nella stessa città aprì il caffè Schütting sulla Marktplatz. Nel 1677 aprì la prima Kaffeehaus di Amburgo. Il primo caffè di Vienna è stato aperto dall'armeno Johannes Theodat (detto anche Johannes Diodato o Owanes Astouatzatur) nel 1685. Quindici anni dopo, quattro caffè di proprietà di greci hanno avuto il privilegio di servire il caffè.
La storia tradizionale sull'origine dei caffè viennesi racconta che, quando i Turchi vennero sconfitti nella Battaglia di Vienna nel 1683, vennero trovati sul campo di battaglia misteriosi sacchi di fagioli verdi. Tutti i sacchi di caffè trovati vennero dati al vittorioso re di Polonia Giovanni Sobieski, che li diede a sua volta ad un suo ufficiale di nome Jerzy Franciszek Kulczycki, il quale avrebbe aperto la prima caffetteria a Vienna con quella scorta avuta dal suo sovrano, diffondendo anche l'abitudine di aggiungere lo zucchero e il latte al caffè. Tale storia è ormai appurato essere una leggenda.

### Il Settecento
Il Settecento fu il "periodo d'oro" dei caffè europei: essi erano il ritrovo della emergente borghesia in opposizione ai salotti aristocratici ed ovviamente alle osterie e birrerie popolari. I caffè furono quindi i luoghi centrali nella vita commerciale e culturale delle città europee, dove si svilupparono i principali aspetti della società borghese, dall'economia capitalistica alla filosofia illuministica. Nel 1739 si contavano ben 551 coffee house nella sola città di Londra: come scrisse l'Abbé Prévost, i caffè erano luoghi "dove ognuno aveva il diritto di leggere tutti i giornali, filo e anti governativi, e dove era di casa la libertà inglese".

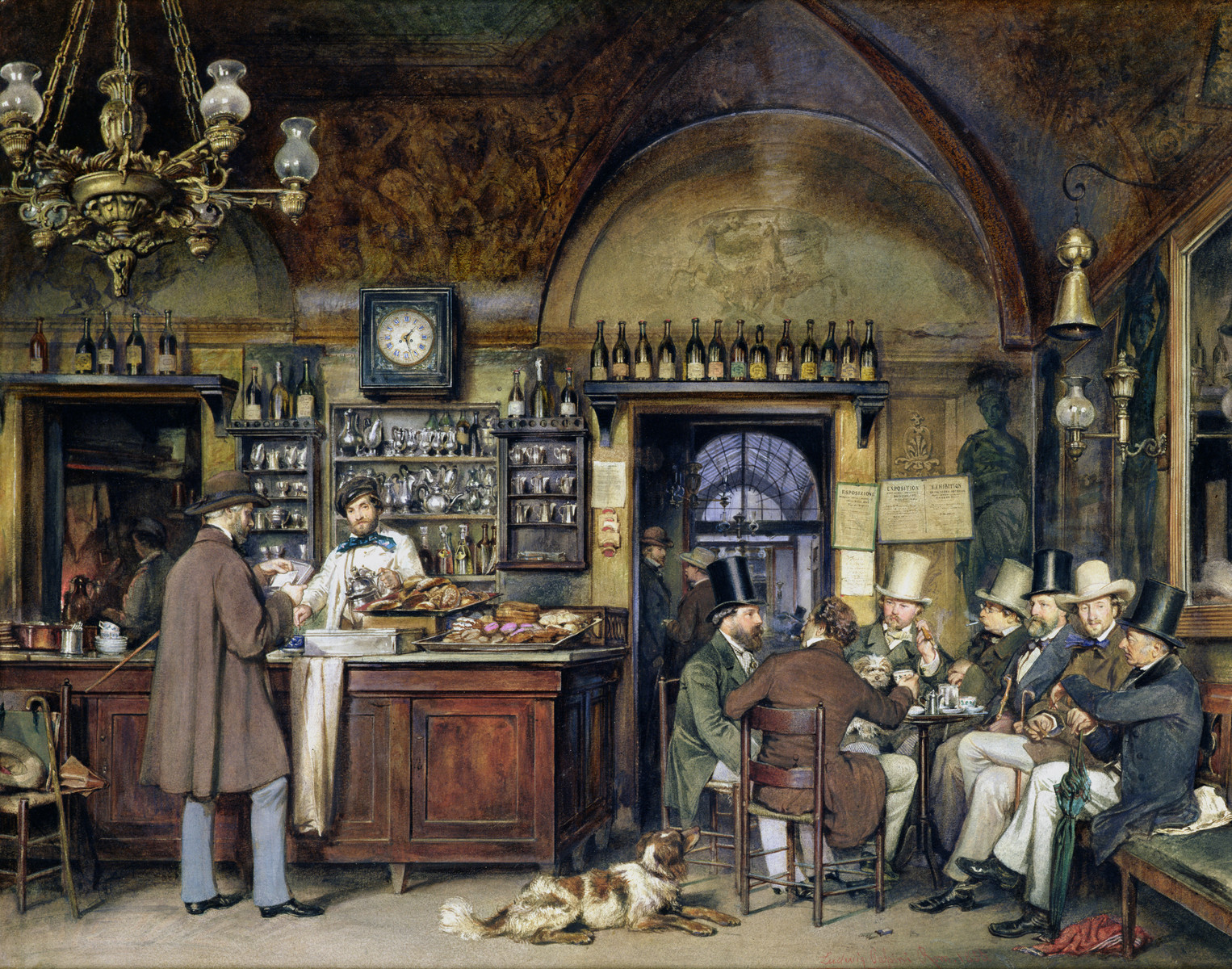
Artisti nel Caffè Greco a Roma, di Ludwig Passini, 1856

Ognuno di essi richiamava una determinata categoria di frequentatori come ad esempio i simpatizzanti dei Tory oppure quelli del Whig, mercanti ed uomini d'affari, avvocati, librai e scrittori. Fra i caffè della City of London alcuni sono alle origini delle locali istituzioni finanziarie. Infatti i Lloyd's di Londra ebbero la loro origine in una coffee house gestita da Edward Lloyd in Lombard Street, dove i sottoscrittori di assicurazioni sulle spedizioni navali, si incontravano per discutere i loro affari. Analogamente, la Jonathan's Coffee-House di Exchange Alley nel 1698 presentò una lista dei titoli che evolse poi nel London Stock Exchange.
I caffè letterari erano nei pressi di Covent Garden, vi si riunivano personaggi come John Dryden e Alexander Pope (al Will's), come Jonathan Swift e Daniel Defoe (allo Smyrna), come Joseph Addison (che poneva la redazione de The Spectator al Button's) o Richard Steele che invece scriveva The Tatler al Grecian. Intorno alla metà del XVIII secolo sorsero i club per gentiluomini, che tanto spazio hanno avuto nella letteratura dei secoli seguenti. Essi finirono con l'entrare in concorrenza con le coffee house sottraendo loro i frequentatori appartenenti alle classi superiori ed alla nobiltà, e determinando la chiusura di molte di esse. La più antica coffee house londinese oggi esistente è il già menzionato Grecian, presso lo Strand, dove nel Settecento si riunivano gli Whigs ed i membri della Royal Society.

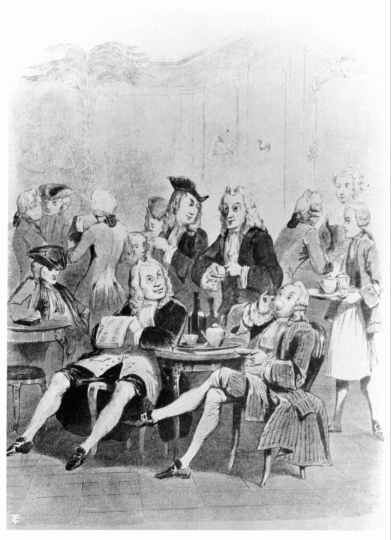
Stampa che ritrae il Procope nel XVIII secolo

Alla fine del Settecento a Parigi c'erano quasi 3.000 cafés. Fra di essi il Café Procope è tuttora in attività seppur come Ristorante. Esso fu il più famoso luogo di incontro dell'Illuminismo: Voltaire, Rousseau e Diderot lo frequentarono ed in particolare era il ritrovo abituale degli enciclopedisti. Vennero al Procope anche Benjamin Franklin e Thomas Jefferson durante i loro soggiorni parigini in cerca di appoggi alla causa dell'indipendenza americana. Durante la Rivoluzione francese il Procope fu un ritrovo dei Cordiglieri, fra cui Danton e Marat. Altri ritrovi degli illuministi e dei rivoluzionari furono il Café de la Régence, descritto da Diderot ne Il nipote di Rameau e frequentato da Robespierre e Napoleone, ed il Café de Foy, entrambi chiusi nella prima metà del secolo successivo.
Anche i caffè italiani furono luogo di discussioni letterarie e politiche, tanto che la più importante rivista dell'Illuminismo italiano si chiamava proprio Il Caffè. Questa fu fondata e in buona parte scritta da Pietro Verri ispirandosi alle citate riviste londinesi e imitava la discussione in un caffè. I locali italiani, però, a differenza di quelli inglesi e francesi, erano frequentati anche dalla nobiltà. Piuttosto, in alcune città c'era un caffè degli aristocratici e altri della borghesia.
I primi caffè nacquero a Venezia già nel 1683 nasce in Piazza san Marco il Caffè All'Arabo.
Nel 1720 apriva, a Venezia, quello che è attualmente il più antico caffè operante al mondo, il Caffè Florian di Piazza San Marco, frequentato anche da Carlo Gozzi, Francesco Algarotti, Antonio Canova, Carlo Goldoni e Giacomo Casanova. Il caffè era uno dei trenta caffè operanti in PIazza San Marco e uno dei circa duecento della città.

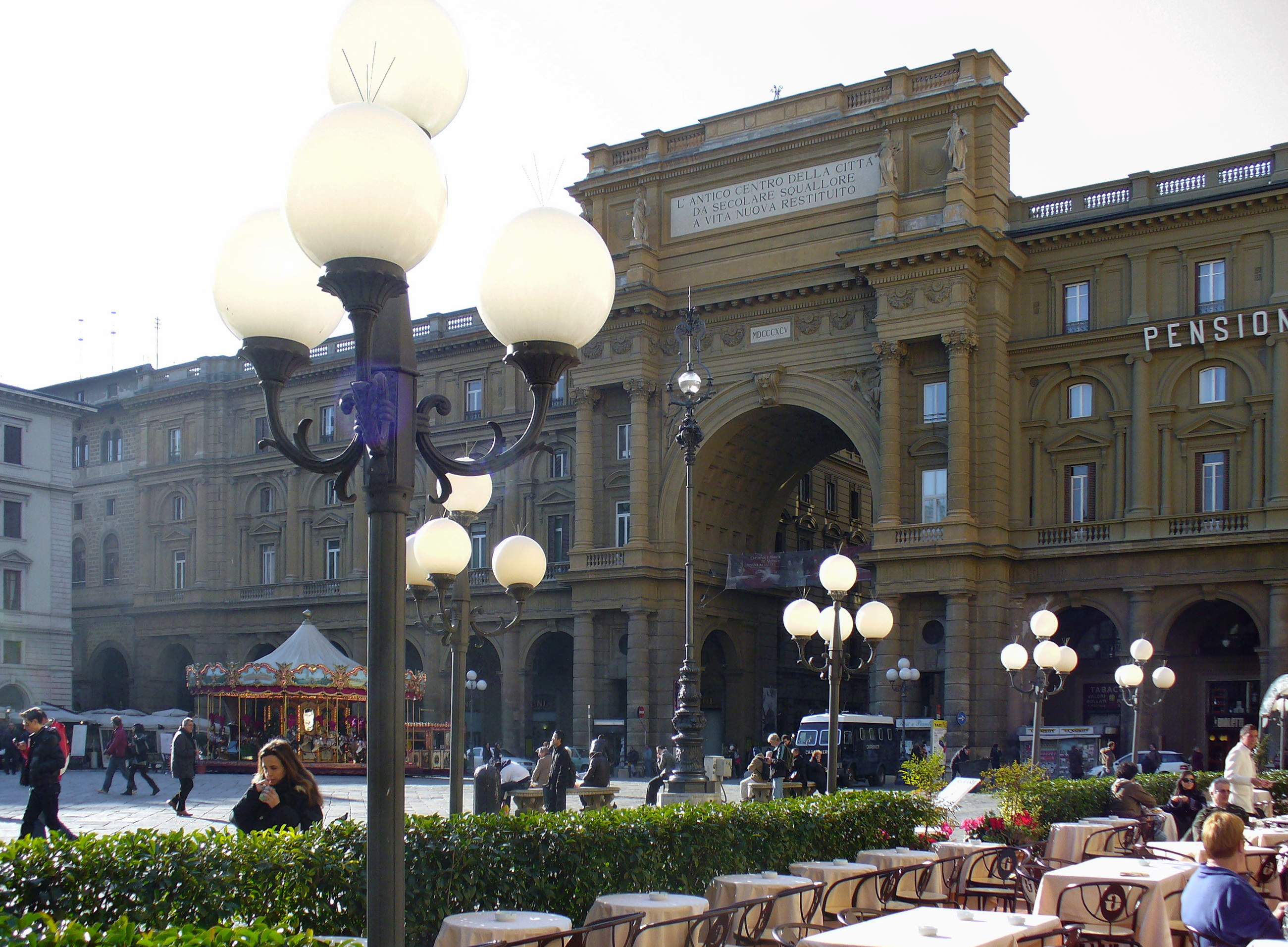
Il Caffè Gilli a Firenze

Successivamente, nel 1733 nasceva a Firenze il Caffè Gilli, il più antico locale della città seppur in origine fosse nato non come caffè ma come Bottega dei Pani Dolci. Nel 1750 sempre a Venezia nacque il Caffè Lavena, in origine chiamato Caffè Regina d'Ungheria. Nel 1760 veniva fondato l'Antico Caffè Greco di Roma, così chiamato perché fondato da un levantino. Nel 1763, a Torino, fu la volta del celebre Caffè Confetteria Al Bicerin dal 1763, luogo di nascita del Bicerin. Nel 1772 apriva il Caffè Pedrocchi di Padova e nel 1775 il Caffè dell'Ussero di Pisa, ritrovi dei professori e degli intellettuali di queste due città universitarie. Nel 1775 iniziava l'attività anche il Caffè Quadri di Venezia, fondato da un immigrato di Corfù allora territorio della Serenissima, e nel 1780 il Caffè Fiorio di Torino: essi divennero i ritrovi dell'aristocrazia nelle rispettive città.
L'atmosfera dei caffè veneziani è stata immortalata ne La bottega del caffè di Carlo Goldoni, in cui vengono descritti, come in tante opere del commediografo veneziano, i rapporti fra borghesi in ascesa (fra cui lo stesso gestore della bottega) e nobili decadenti. In Germania i caffè non ebbero un significativo ruolo letterario e filosofico. Il compositore Johann Sebastian Bach, a Lipsia tra il 1723 e il 1750, diresse un ensemble presso il Caffè Zimmermann nella città sassone. Nel 1732-35 compose la Schweigt stille, plaudert nicht (Cantata del caffè): una giovane donna si rivolge al padre contrariato perché accetti la sua devozione al caffè. Il titolo di più antico caffè tedesco in attività se lo contendono lo Zum Arabischen Coffe Baum di Lipsia (1711, ma forse più antico) ed il Café Prinzess di Ratisbona (1686). Infine, il più antico caffè svedese è Sundbergs di Stoccolma, aperto nel 1785.
In molti paesi europei alle donne era vietato l'ingresso nei caffè: in Germania era loro consentita la frequentazione, ma in Francia ed in Gran Bretagna alle signore era vietato entrare in questi locali. In proposito vi sono testimonianze artistiche e letterarie. Émilie du Châtelet, ad esempio, doveva vestirsi da uomo per frequentare i caffè letterari.
Analogamente, in una famosa incisione di un café parigino del 1700 circa,
i gentiluomini appendono i loro cappelli e siedono in un tavolo comune depositandovi sopra carta e penna. Le tazze per il caffè sono disposte sul camino dove è appeso un grosso paiolo di acqua bollente. L'unica presenza femminile nel locale è data da una ragazza sita in una cabina, munita di baldacchino, che serve il caffè in capienti tazze. Invece a Venezia le signore frequentavano abitualmente i caffè, tanto che Stendhal arrivando a Padova e vedendovi le donne sedute ai tavolini disse che si respirava già un'"aria veneziana".

### L'Ottocento

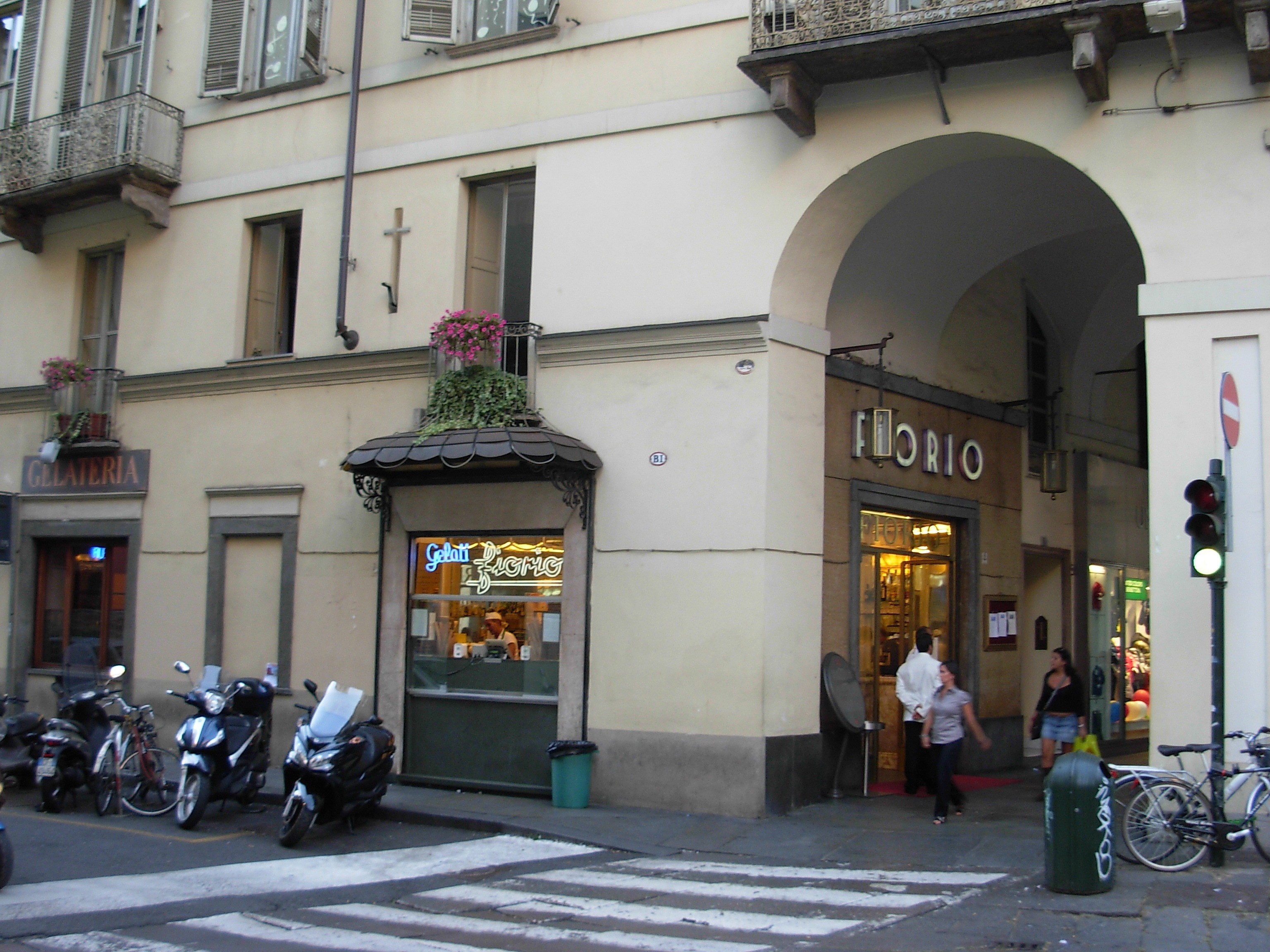
Il Caffè Fiorio a Torino

Durante la Restaurazione i caffè continuarono ad essere luoghi di discussioni. Ebbero, tuttavia, caratteristiche diverse da prima: innanzitutto vi si parlava di più di politica e meno di affari e di cultura. Inoltre, ormai anche l'aristocrazia, ed in generale i reazionari filogovernativi, frequentavano questi locali. Dall'altra parte chi era critico verso il regime tradizionale ormai non si limitava più ad elaborare una nuova cultura, ma cominciava ad elaborare progetti di rovesciamento politico. Si ebbe così una polarizzazione dei caffè: in molte città ce n'era uno "conservatore" ed uno frequentato dai cosiddetti "patrioti" o "cospiratori", secondo il punto di vista.
Così a Venezia Quadri era il ritrovo degli ufficiali della guarnigione austriaca e Florian quello dei "patrioti" (vi furono addirittura adagiati i feriti durante la caduta di Venezia del 1849); mentre a Torino Fiorio era il caffè dei "codini" (e dei moderati come Cesare Balbo, Giacinto Collegno, Santorre di Santarosa) e il nuovo Caffè San Carlo quello dei liberali come d'Azeglio e Cavour. A Milano, invece, i nobili che si ritrovavano al nuovo Caffè Cova erano anche i capi dei patrioti. All'inizio del nuovo secolo aprì a Berlino, in Potsdamer Platz, il Café Josty, che fu per un secolo il ritrovo degli intellettuali locali.

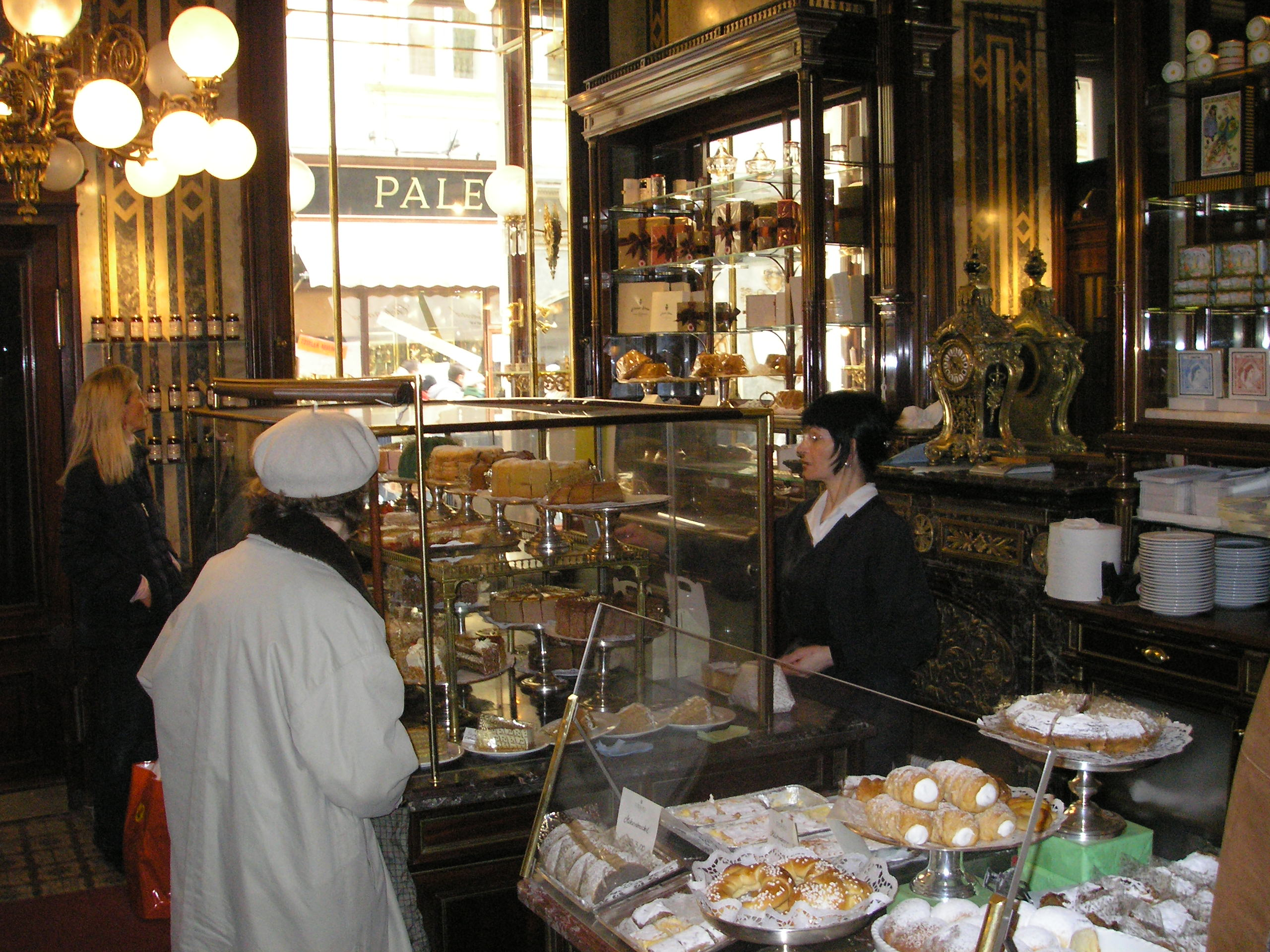
Interno del Café Demel a Vienna

Alla metà del secolo, con il trionfo definitivo della borghesia, anche i caffè cambiarono completamente il loro ruolo sociale. Essi divennero dei luoghi molto più rilassati, dove godersi la vita o cercare una pausa di tranquillità. Ormai non solo le signore erano ammesse nei caffè, ma anzi ne divennero tipiche clienti. A partire dal 1846 aprirono così molti nuovi caffè eleganti in tutta Europa, soprattutto lungo i viali alberati delle circonvallazioni, che proprio in quegli anni venivano aperte al posto dei "bastioni" demoliti per allargare le città.
In questo periodo nacquero i caffè viennesi con la loro atmosfera tranquilla ed i loro rituali. Questi locali invogliano i clienti con una grande varietà di bevande al caffè (a partire dal cappuccino che i Viennesi rivendicano come loro invenzione) e con le creazioni della pasticceria viennese. Ma ancora più tipica è la presenza di numerosi giornali, chiusi nell'apposito bastone, a disposizione degli avventori. Fra i più famosi caffè viennesi possiamo ricordare Prückel e Landtmann (il caffè preferito da Freud) affacciati sul Ring, ed inoltre Sacher e Demel, noti soprattutto come pasticcerie, ed il Café Central, che era il caffè letterario, frequentato fra gli altri da Hugo von Hofmannsthal, Karl Kraus, Franz Werfel, Stefan Zweig, Alfred Adler, Theodor Herzl, Trotsky. Locali analoghi aprirono anche nelle altre città dell'impero austroungarico: Praga, Budapest, Leopoli e Trieste. Fra i caffè storici di quest'ultima città ricordiamo almeno il Caffè Tommaseo ed il Caffè Pasticceria Pirona.

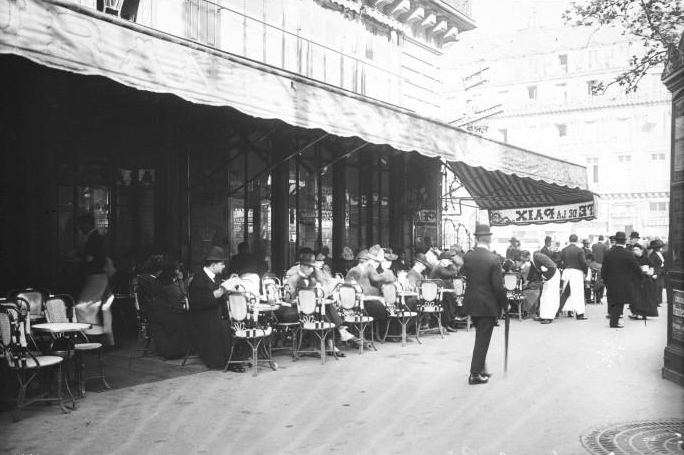
Il Café de la Paix di Parigi nel 1911

L'altro "modello" di caffè europeo, il più imitato all'estero, fu quello dei caffè parigini che hanno grandi vetrine e terrasses dove sedere indisturbati al tavolino per un paio d'ore, osservando la vita cittadina. Nella Parigi della seconda metà dell'Ottocento i caffè più eleganti ed alla moda erano quelli del Boulevard des Capucines e del Boulevard des Italiens: il Café Tortoni (aperto a inizio Ottocento da una famiglia romana), il Café de la Paix di fronte all'Opéra, il Café Américain, il Café Anglais. Essi erano anche ristoranti raffinati e perciò classici per la cena dopo teatro. Oggi di tutti questi locali sopravvive solo il Café de la Paix che è stato dichiarato monumento nazionale. Gli artisti ed i letterati si incontravano, invece, in locali più modesti, come il Café Voltaire ed il Café Momus, in cui è ambientato anche il secondo quadro de La bohème di Puccini.
In Italia furono soprattutto le piazze a riempirsi dei tavolini dei caffè: sotto i portici della piazza principale di tante città e cittadine esercitavano la propria attività almeno due caffè "rivali", i cui nomi si ripetevano simili da una cittadina all'altra, come "Caffè Nazionale" e "Caffè Commercio". Fra i più famosi caffè di quest'epoca non possiamo non citare Baratti & Milano e Platti a Torino; Kleinguti e Mangini a Genova; Biffi a Milano; Paszkowski, Le Giubbe Rosse e il Caffè Michelangiolo a Firenze, tutti e tre ritrovi d'intellettuali ed artisti; il Caffè Meletti di Ascoli Piceno con la sua famosa anisetta; il Caffè Aragno, luogo d'incontro dei letterati della capitale; il Gambrinus a Napoli.
Nel 1858 fu fondato a Buenos Aires il café Tortoni, al numero 825 dell'Avenida de Mayo. Rimane probabilmente il più bel caffè all'europea fuori d'Europa. Nella saletta interna avvengono tuttora incontri letterari. Successivamente furono aperti in Spagna il Café Zurich di Barcellona nel 1862 ed il Café Gijón di Madrid nel 1888, che sono oggi delle autentiche istituzioni. Nell'Inghilterra vittoriana, infine, in controtendenza rispetto al Continente, le coffee houses furono realizzate dal temperance movement e destinate alla classe operaia, allo scopo di dare a queste persone una valida alternativa per il tempo libero rispetto alle bevande alcooliche servite nei pub.

### Il Novecento
Nel corso del Novecento i caffè hanno sostanzialmente conservato il loro ruolo, divenuto peraltro un po' rétro, con alcune differenze da nazione a nazione: in Italia nei primi decenni del secolo sono stati aperti nuovi caffè oggi considerati "storici", mentre a Parigi negli stessi anni diversi locali famosi sono stati chiusi. Tuttavia, proprio in questa città non si può dire che i caffè abbiano perso importanza nel corso del XX secolo. Infatti, se è vero che molti locali eleganti della Belle Époque hanno chiuso prima della prima guerra mondiale, è però vero che nella vita culturale parigina del Novecento i caffè hanno avuto un ruolo molto importante e i nomi di questi locali sono diventati famosi e sono oggi mete turistiche.

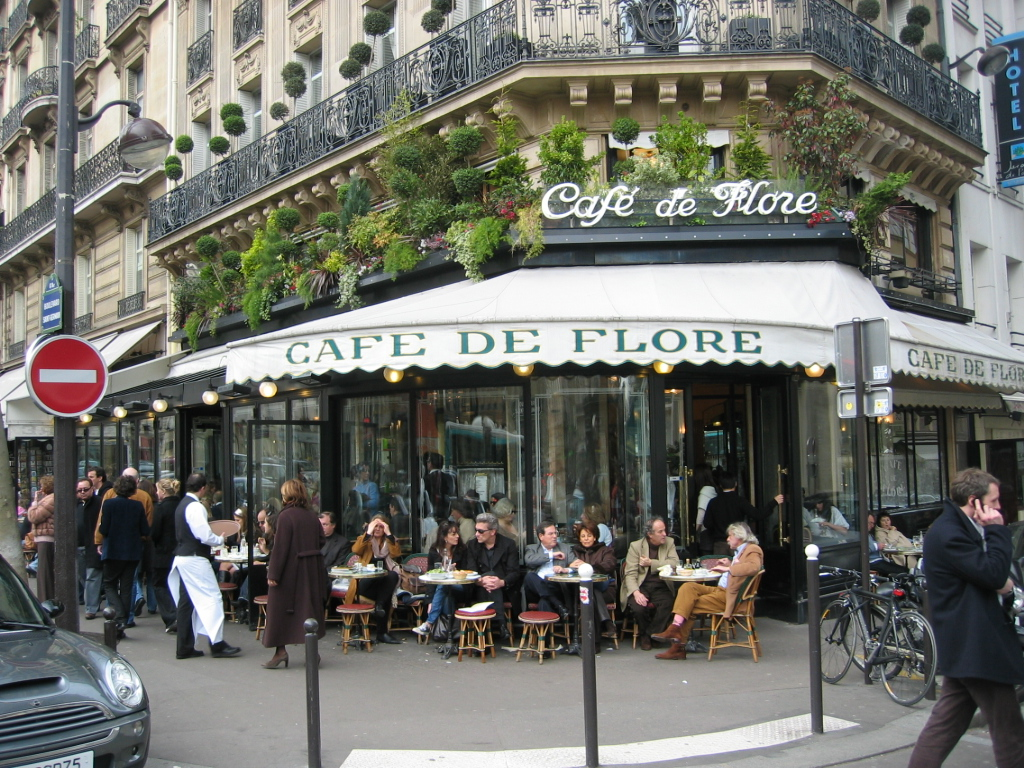
Il Café de Flore a Parigi

Questi locali si concentravano in due quartieri che hanno segnato la storia intellettuale di Parigi: Montparnasse ed il Quartier Latin. I locali di Montaprnasse, come le Dôme, la Closerie des Lilas, la Rotonde, le Sélect, la Coupole e Le Boeuf sur le Toit, furono i luoghi dove maturarono movimenti artistici come il cubismo, il fauvismo, il surrealismo e furono frequentati da personalità come Picasso, Modigliani, Chagall e Hemingway. I cafés del Quartier, come il Café de Flore e Les Deux Magots, ebbero invece carattere più filosofico e letterario, essendo frequentati soprattutto dagli esistenzialisti, da Jean-Paul Sartre, da Simone de Beauvoir, da Eugène Ionesco. Questi due caffè sono tuttora sede di due premi letterari per scrittori esordienti, che portano i loro nomi.
In Italia i caffè sono rimasti in auge fino alle soglie del "miracolo economico". Successivamente i caffè storici sono sopravvissuti, ma per qualche decennio non ne sono stati aperti di nuovi; mentre si affermavano altri tipi di esercizi, in particolare i bar, che (in Italia) sono specializzati nella preparazione del caffè espresso servito al bancone.

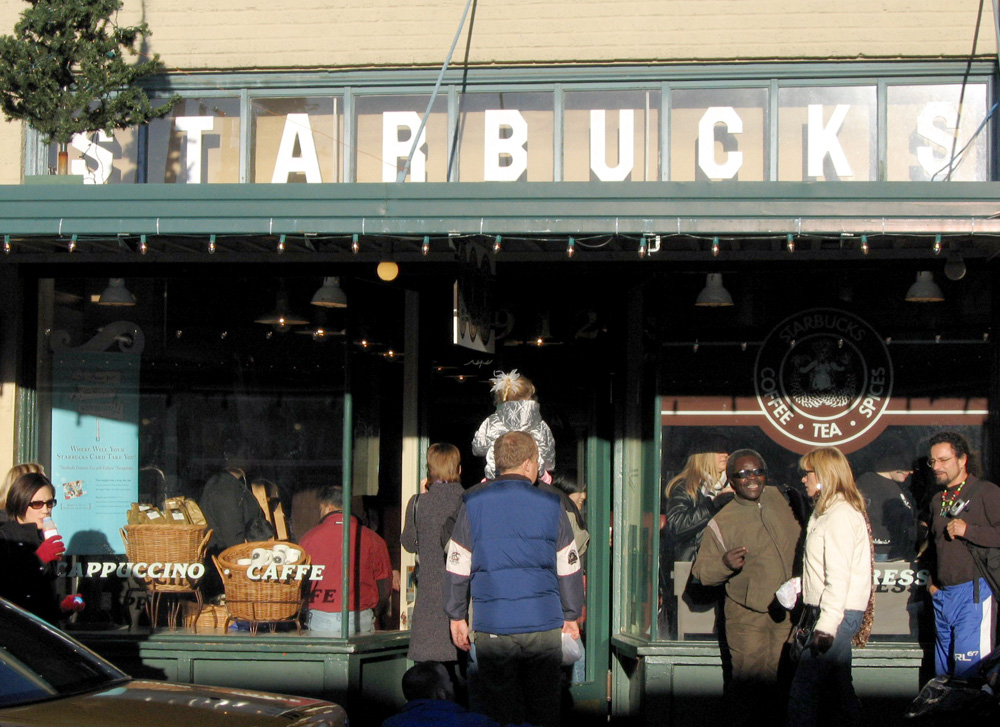
Il primo Starbucks a Seattle

Negli Stati Uniti, sorsero dei negozi per la vendita del caffè espresso e delle paste, impiantati dalla comunità italo-americana immigrata nelle maggiori metropoli statunitensi quali New York (Little Italy e Greenwich Village), Boston (North End) e San Francisco (North Beach). Sia il Greenwich Village che North Beach sono stati in seguito i maggiori centri della Beat Generation, che si identificò perciò con questi locali. Anche imprenditori non italiani copiarono questo tipo di attività, che si diffuse soprattutto sulla West Coast.
Dalla fine degli anni cinquanta in poi, negli Stati Uniti, le coffee house divennero delle vere e proprie sale da concerto popolari dove un cantante, accompagnandosi con la sua chitarra, cantava musica folk. Importanti artisti come Joan Baez e Bob Dylan iniziarono la loro carriera esibendosi in questi locali. Il cantante blues Lightnin' Hopkins deplorò la scarsa applicazione della moglie alle attività domestiche attribuendola alla eccessiva frequentazione delle coffee house, nella sua canzone del 1969 dal titolo emblematico di Coffeehouse Blues.
In questo clima di "controcultura" nacque anche, nel 1971, Starbucks a Seattle. Tuttavia, questo imprenditore fondò una catena internazionale che standardizzò e diffuse in tutto il mondo la cultura del caffè della West Coast. Successivamente sono sorte altre simili catene di coffee shops. Nel 1992, in Inghilterra, nasce la AMT Coffee una rete di caffetterie situate preferibilmente vicino alle stazioni ferroviarie. Oggi sono presenti anche in Irlanda, Belgio e Germania.

### Il Duemila

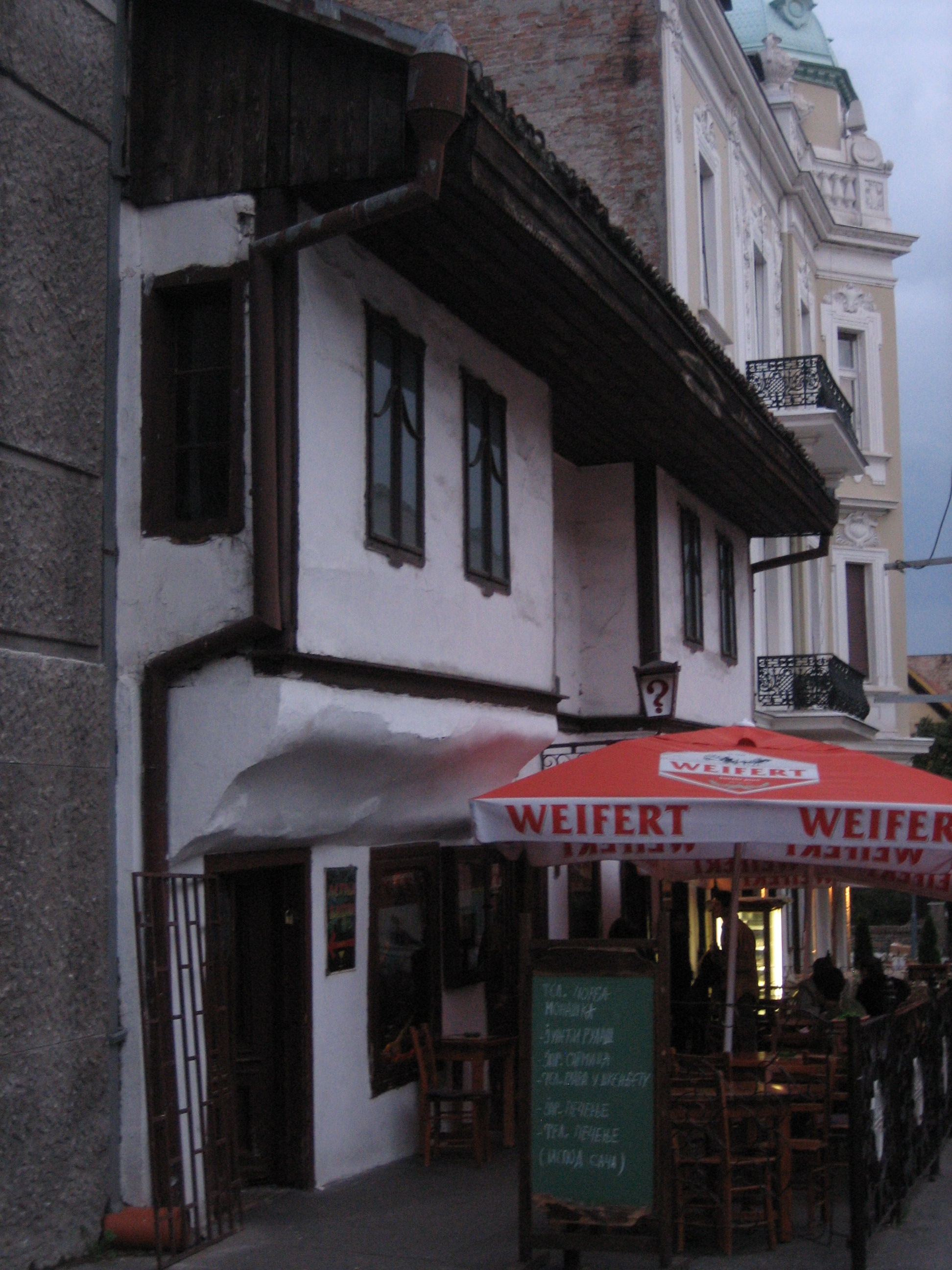
Il caffè curiosamente denominato "Café ?" a Belgrado

A cavallo tra il XX e il XXI secolo in viarie parti del mondo si è assistito alla nascita di caffetterie tematiche (come ad esempio in Giappone i manga café dedicati ai fumetti o i neko café che offrono invece ai clienti la possibilità di interagire con i gatti ospitati dal locale) e/o di caffè che oltre alle classiche consumazioni danno alla clientela la possibilità di accedere a servizi specifici (es. Internet cafè).